# جشنواره نقد کتاب
جشنواره نقد کتاب یکی از جشنواره‌های سالانه در ایران است که از سال ۱۳۸۳ با مدیریت خانه کتاب ایران برگزار می‌شود و به نویسندگان بهترین مقالات نقد کتاب جایزه می‌دهد.

## پیشینه
اولین دورۀ جشنوارۀ نقد کتاب در سال ۱۳۸۳ با حمایت وزیر وقت وزارت فرهنگ و ارشاد اسلامی، احمد مسجدجامعی، و دبیری سیدفرید قاسمی آغاز به کار کرد. دبیرخانهٔ این جایزه، علاوه بر برگزاری جشنواره، به برگزاری نشست‌های نقد و بررسی کتاب و انتشار آثار مرتبط با نقد می‌پردازد. این رویداد معمولاً همزمان با هفته پژوهش (آذرماه هر سال) برگزار می‌شود.

## برگزیدگان
در دو دورهٔ اول جشنواره، افراد تنها با عنوان «برگزیده» معرفی می‌شدند، اما از دورهٔ سوم به بعد، عنوان «شایستهٔ تقدیر» نیز به برندگان اضافه شد. به گزارش مشرق نیوز در سال ۱۳۹۹، میزان جایزهٔ فرد برگزیده ۴ میلیون تومان و شایسته تقدیر ۲ میلیون تومان است.

## دبیران
| دوره    | سال     | دبیر                |
| ------- | ------- | ------------------- |
| اول     | ۱۳۸۳    | سید فرید قاسمی      |
| دوم     | ۱۳۸۴    | سید محمود یوسف ثانی |
| سوم     | ۱۳۸۵    | محمدرضا اسدی        |
| چهارم   | ۱۳۸۶    | علی اوجبی           |
| پنجم    | ۱۳۸۷    | علی اوجبی           |
| ششم     | ۱۳۸۸    | علی اوجبی           |
| هفتم    | ۱۳۸۹    | علی اوجبی           |
| هشتم    | ۱۳۹۰    | علی اوجبی           |
| نهم     | ۱۳۹۱    | علی اوجبی           |
| دهم     | ۱۳۹۲    | علی اوجبی           |
| یازدهم  | ۱۳۹۳    | محمدحسین ساکت       |
| دوازدهم | ۱۳۹۴    | سید حسن اسلامی      |
| سیزدهم  | ۱۳۹۵    | سید حسن اسلامی      |
| چهاردهم | ۱۳۹۶    | سید حسن اسلامی      |
| پانزدهم | ۱۳۹۷    | سید حسن اسلامی      |
| شانزدهم | ۱۳۹۸    | سید حسن اسلامی      |
| هفدهم   | دی ۱۳۹۹ | سید حسن اسلامی      |